# Kärrsångare
Kärrsångare (Acrocephalus palustris) är en fågel som tillhör familjen rörsångare (Acrocephalidae) som tidigare ingick i familjen sångare. Den häckar i frodig örtvegetation i stora delar av Europa utom längst i norr och i sydväst. Vintertid flyttar den till Afrika söder om Sahara. IUCN kategoriserar den som livskraftig.

## Utseende och läte

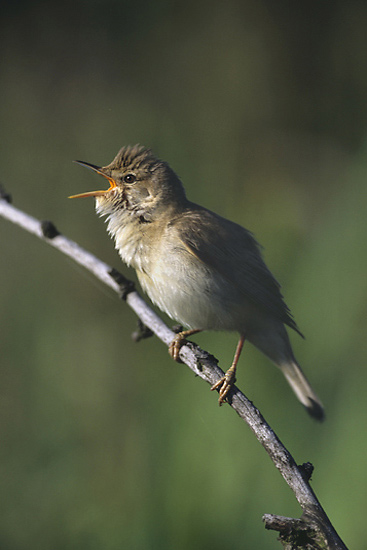

Kärrsångaren är ungefär 13 centimeter lång och har en vingspann på 17 till 21 centimeter. Vikten är ungefär 11 till 14 gram. Ovansidan är gråbrun och undersidan gulvit. Den har vitaktig strupe och spetsig näbb. Till utseendet är den svår att skilja från rörsångaren, men den är gråare på ryggen, pannan är mindre platt och näbben är inte lika spetsig. Könen är lika. 
Sången som mest hörs från skymning till gryning är mycket högljudd och snarlik rörsångarens fast mycket snabbare och mer varierad. I ett mycket snabbt tempo visslar, knäpper och svirrar den ofta väl dold inne i vassen eller ett snår nära vatten. Den är en mycket skicklig imitatör och härmar flera olika fågelarters läten men lägger även in passager av torra drilljud "prrri-prrri" och hesa "tzääh". Eftersom den tillbringar vinterhalvåret, i Afrika, kan den även under sommartid i Sverige väva in härmningar från afrikanska fågelarter, vilket gör att vissa fågelskådare med stor kunskap om fågelsång i vissa specialfall kan utröna var i Afrika en individ övervintrat.

## Utbredning och biotop

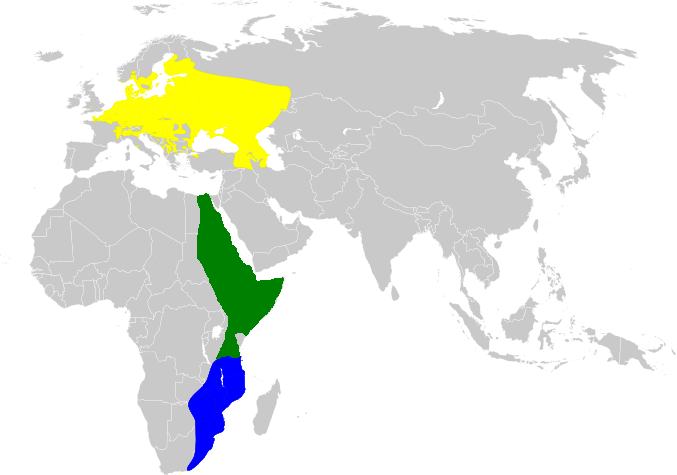
Kärrsångarens utbredningsområde, där gult betecknar vistelse häckningstid, blått övervintringsområde och grönt förekomst under flyttningen.

Kärrsångaren är en flyttfågel som häckar i centrala och östra Europa till Uralbergen. Där trivs den i frodig örtvegetation, i bestånd av växter som älgört, brännässla och björnbär, ofta nära större buskar eller träd. Den kan också påträffas vid jordbruksfält omgivna låga buskar eller häckar, liksom i ruderatmarker med högt gräs, örter och småbuskar, i hög vegetation i diken, i våtmarkskanter och bladvass på torrare områden än rörsångaren samt till och med i trädgårdar.
Fågeln lämnar häckningsområdet huvudsakligen i augusti, men vissa inte förrän slutet av september. Populationer i nordvästra och centrala Europa flyttar först åt sydost genom Mellan Östern och sedan söderut via Arabiska halvön. I Afrika går den huvudsakliga rutten över Röda havet vid Sudan sedan genom västra och centrala Etiopien och östra Kenya till Zambia och Malawi, dit de anländer först i december. Vissa individer fortsätter vidare till östra och södra Sydafrika. Kärrsångaren återvänder norrut nästan enbart via östra Kenya, med en topp i mitten av april, sedan över norra Somalia. Den anländer häckningsområdet igen från slutet av april på Georgiens Svartahavskust till början av juni längst i norr och väster. Totalt sett tillbringar den tre gånger så lång tid i övervintringsområdet än där den häckar.

## Systematik
Kärrsångaren beskrevs 1798 av Johann Matthäus Bechstein. Den behandlas som monotypisk, det vill säga att den inte delas in i några underarter. Genetiska studier visar att den är systerart till de närstående arterna rörsångare (Acrocephalus scirpaceus) och afrikansk rörsångare (A. baeticatus). Dessa är tillsammans vidare systergrupp till artparet busksångare (A. dumetorum) och långnäbbad sångare (A. orinus).

### Familjetillhörighet

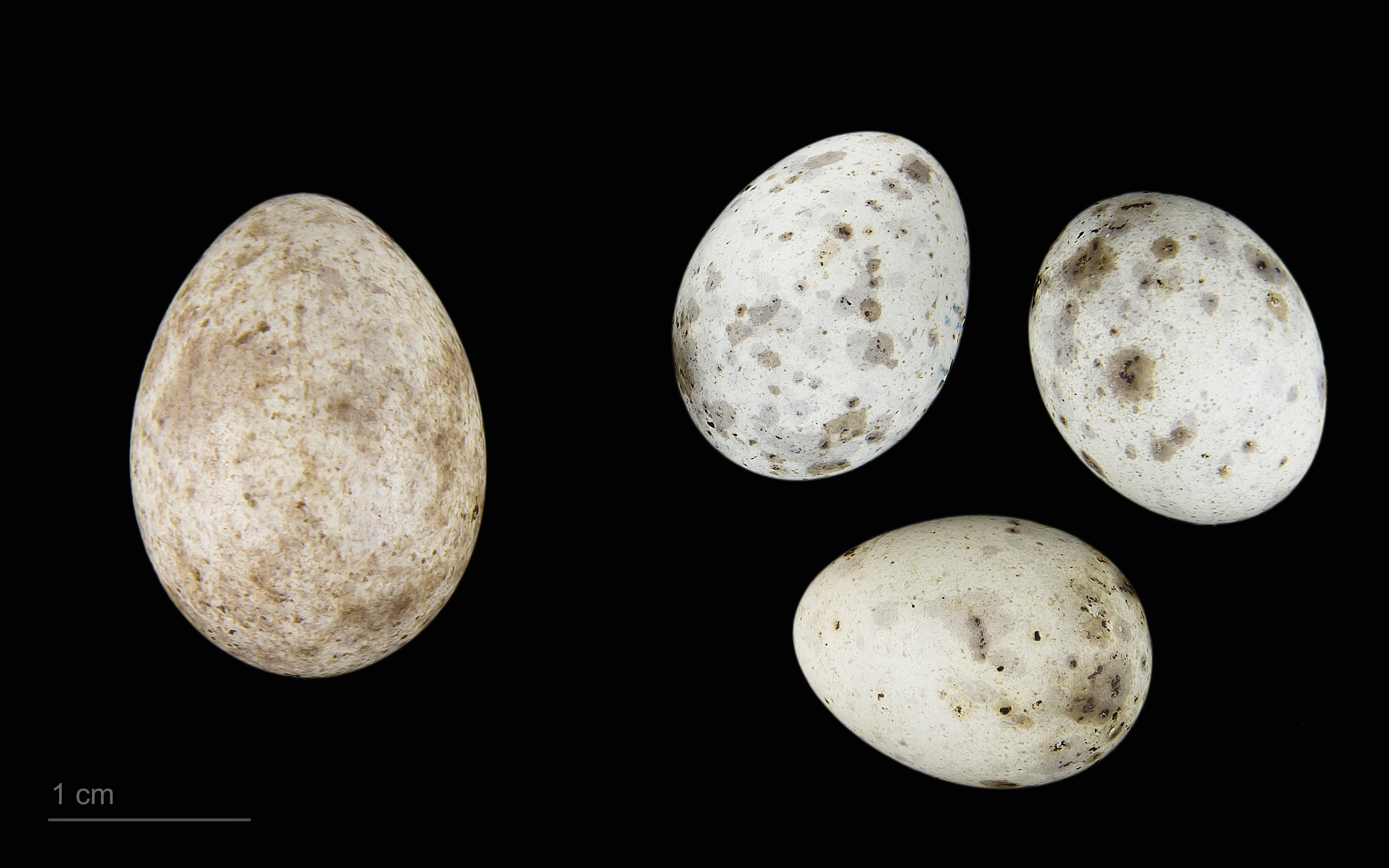
Ägg av gök och kärrsångare ur ett kärrsångarbo.

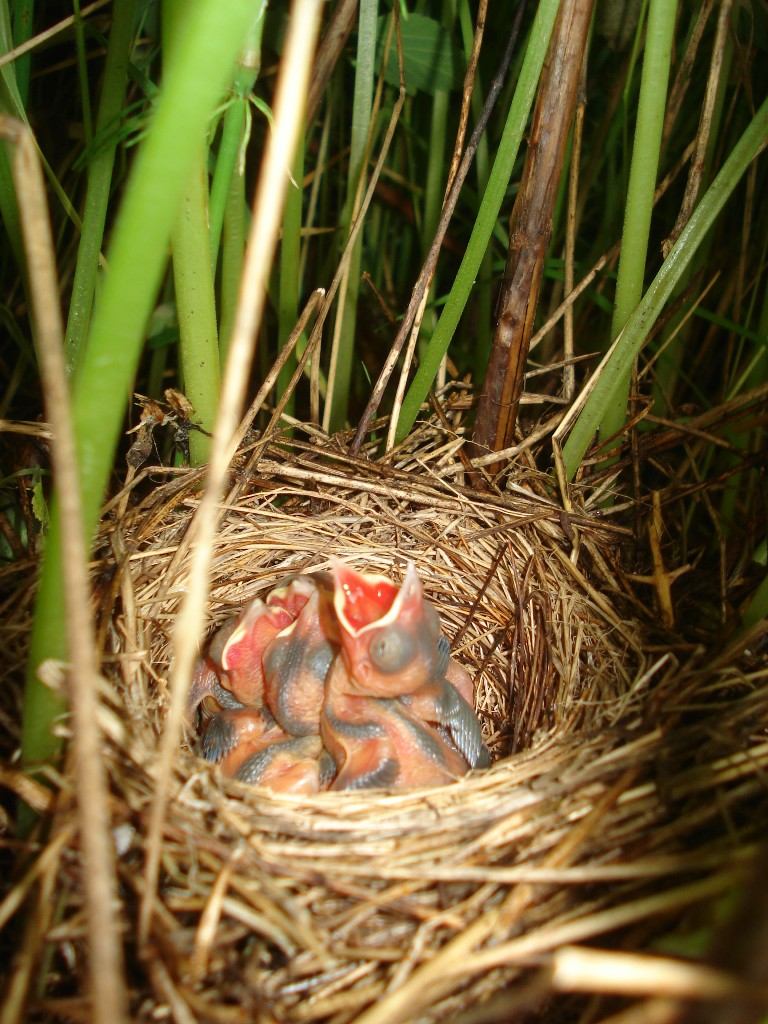
Kärrsångarbo med ungar.

Tidigare fördes rörsångarna liksom ett mycket stort antal andra arter till familjen Sylviidae, tidigare kallad rätt och slätt sångare. Forskning har dock visat att denna gruppering är missvisande, eftersom då även välkända och mycket distinkta familjer som svalor, lärkor och stjärtmesar i så fall bör inkluderas. Kärrsångaren med släktingar har därför brutits ut till familjen rörsångare (Acrocephalidae).

### Kärrsångaren i Sverige
Arten har invandrat till Sverige under 1900-talet och är nu spridd över stora delar av södra och mellersta Sverige och längre norrut längs kusten. Från Sverige flyttar den i augusti–september och återkommer i maj–juni. Den är en av de flyttfåglar som anländer senast till Sverige.

## Levnadssätt
Kärrsångaren är en skygg fågel med diskreta vanor. Födan beståra av insekter och deras larver, spindlar och blötdjur, samt på hösten ibland även bär. Den blir könsmogen efter ett år och den huvudsakliga häckningstiden är maj till juli. Den bygger ett skålformat bo av gräs och vasstrån som den brukar hänga i vegetationen, ofta mellan brännässlor eller sädesstrån. Honan lägger tre till fem blåaktigt vita ägg. Äggen ruvas sedan i tolv till 14 dagar omväxlande av båda föräldrarna. Ungfåglarna blir flygga efter tio till 14 dagar.

## Status och hot
Arten har ett stort utbredningsområde och en stor population. Populationsutvecklingen är dock oklar. Utifrån dessa kriterier kategoriserar IUCN arten som livskraftig (LC). Världspopulationen uppskattas till mellan 12,3 och 17,9 miljoner vuxna individer. Även i Sveriges anses kärrsångarens population livskraftig, men tros dock minska i antal.
I Storbritannien minskade arten under 1950- och 1960-talen, vilket tros ha orsakats av klimatförändringar och habitatförlust till följd av exempelvis avverkning intill flodbanker. Arten tros påverkas negativt av klimatförändringar.

## Namn
Kärrsångarens vetenskapliga artnamn palustris betyder just "tillhörande kärr".